# Wybory prezydenckie na Malediwach w 2008 roku
Wybory prezydenckie na Malediwach w 2008 roku odbyły się 8 października. Były to pierwsze demokratyczne wybory w historii tego państwa. Uprawnieni do głosowania (ok. 209 tysięcy obywateli) wybierali pomiędzy sześcioma kandydatami:
| Imię i nazwisko kandydata | % głosów I tura | liczba głosów I tura | liczba głosów II tura | % głosów II tura |
| ------------------------- | --------------- | -------------------- | --------------------- | ---------------- |
| Maumoon Abdul Gayoom      | 40.34%          | 71,731               | 82,121                | 45.32%           |
| Mohamed Nasheed           | 24.91%          | 44,293               | 97,222                | 53.65%           |
| Hassan Saeed              | 16.67%          | 29,633               | –                     | –                |
| Qasim Ibrahim             | 15.22%          | 27,056               | –                     | –                |
| Umar Naseer               | 1.39%           | 2,472                | –                     | –                |
| Ibrahim Ismail            | 0.77%           | 1,382                | –                     | –                |
| Głosy nieważne/puste      | 0.69%           | 1,235                | 1,861                 | 1.03%            |

W związku z nierozstrzygnięciem wyborów w I turze urzędujący od 1978 prezydent Maumoon Abdul Gayoom zmierzył się w drugiej turze wyborów, zaplanowanej na 28 października 2008, z założycielem opozycyjnej Malediwskiej Partii Demokratycznej, Mohamedem Nasheedem. W wyniku głosowania zwycięstwo odniósł Mohamed Nasheed.